# Namanga

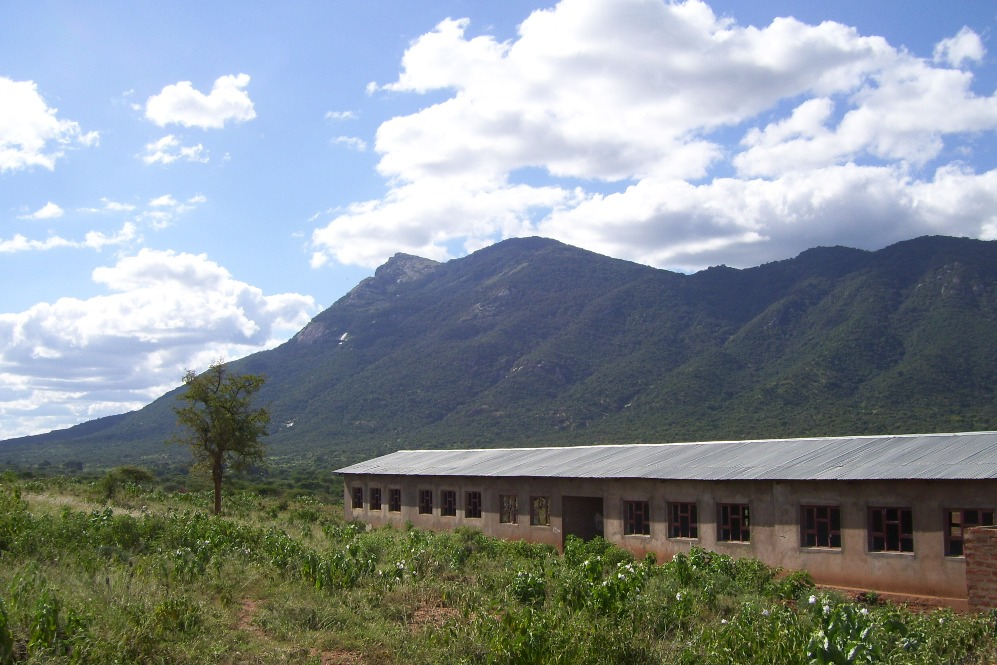
Skolhus i Namanga.

Namanga är en ort i distriktet Kajiado i provinsen Rift Valley i Kenya.
Orten ligger på gränsen till Tanzania.